# Vsevolods Zeļonijs

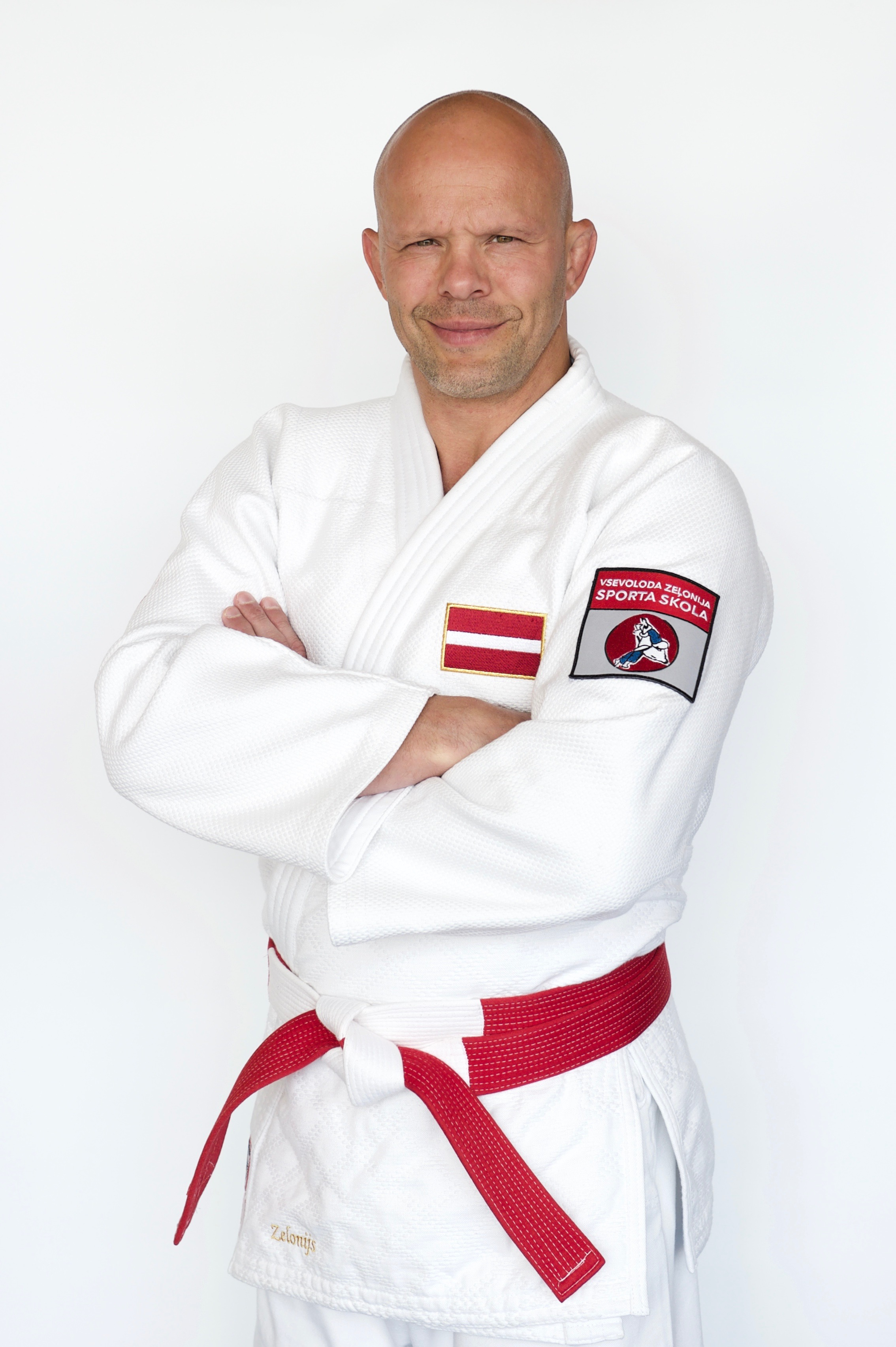
Vsevolods Zeļonijs

Vsevolods Zeļonijs (geboren am 24. Februar 1973 in Riga) ist ein ehemaliger lettischer Judoka und der (Stand 2018) einzige olympische Medaillengewinner Lettlands im Judo. Bis 1995 kämpfte er im Halbleichtgewicht (bis 65 kg), ab 1996 startete er im Leichtgewicht (1997 bis 71 kg, ab 1998 bis 73 kg).

## Karriere
Zeļonijs gewann bei den Europameisterschaften 1992 die Silbermedaille hinter dem Franzosen Benoît Campargue. Bei den Olympischen Spielen 1992 schied er in seinem ersten Kampf aus. 1993 unterlag er im Europameisterschafts-Finale gegen den Russen Sergei Kosminin. 1995 erreichte Zeļonijs zum dritten Mal das Finale bei den Europameisterschaften und erhielt nach seiner Finalniederlage gegen den Deutschen Peter Schlatter seine dritte Silbermedaille.
1997 nach seinem Wechsel ins Leichtgewicht gewann Zeļonijs seinen einzigen lettischen Meistertitel. Nach einem siebten Platz bei den Europameisterschaften erhielt er bei den Judo-Weltmeisterschaften 1997 in Paris die Bronzemedaille. Seine nächste Medaille bei internationalen Meisterschaften gewann Zeļonijs drei Jahre später bei den Olympischen Spielen 2000 in Sydney. Nach einer Niederlage im Viertelfinale gegen den Italiener Giuseppe Maddaloni kämpfte Zeļonijs sich in der zweiten Chance bis zur Bronzemedaille durch.
2002 bei den Europameisterschaften in Maribor besiegte Zeļonijs im Viertelfinale Giuseppe Maddaloni, unterlag dann aber im Halbfinale gegen den Weißrussen Anatoli Larjukow und erhielt letztlich die Bronzemedaille. Zwei Jahre später besiegte er Larjukow im Achtelfinale der Europameisterschaften in Bukarest, unterlag im Halbfinale aber gegen den Israeli Yoel Razvozov und erhielt am Ende wieder eine Bronzemedaille. Bei den Olympischen Spielen 2004 unterlag Zeļonijs in seinem ersten Kampf. Seinen letzten internationalen Turniersieg erkämpfte Zeļonijs 2007 beim Weltcup in Bukarest. Nach seiner Erstrundenniederlage bei den Olympischen Spielen 2008 beendete Vsevolods Zeļonijs seine sportliche Karriere.